# Eudelus scabrufator
Eudelus scabrufator là một loài tò vò trong họ Ichneumonidae.